# محافظة لوبوسكي

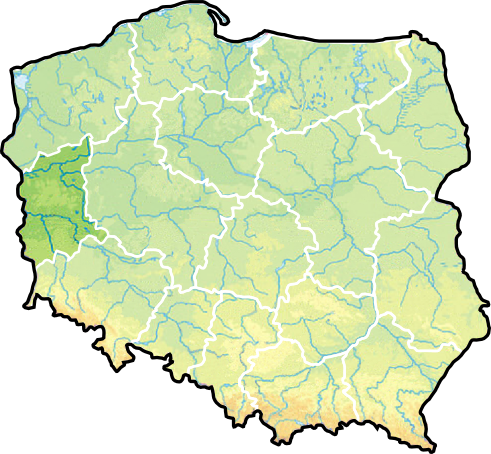
موقع محافظة لوبوسكي في خريطة بولندا

محافظة لوبوسكي (باللغة البولندية województwo lubuskie) هي محافظة من محافظات بولندا تقع في القسم الغربي منها على الحدود مع ألمانيا.
استحدثت هذه المحافظة في الفاتح من يناير سنة 1999 حسب التقسيمات الإدارية الجديدة في بولندا والتي وافق عليها البرلمان سنة 1998. تعود التسمية إلى الاسم التاريخي أرض لوبوش (Lubusz Land)، على الرغم من أن هذه المحافظة تضم عدة مناطق جغرافية تاريخية أخرى مثل سيليزيا وبولندا الكبرى ولوساتيا. كانت محافظة لوبوسكي جزءاً من نويمارك التابعة لألمانيا حتى نهاية الحرب العالمية الثانية سنة 1945.
كبرى مدن محافظة لوبوسكي هي غورجوف ويلكوبولسكي وجلونا غورا، في الأولى مقر المحافظ فويفود Voivode، في حين أن الثانية مجلس برلمان المحافظة.
يحيط بمحافظة لوبوسكي شمالاً محافظة غرب بوميرانيا، وشرقاً محافظة بولندا الكبرى، وجنوباً محافظة سيلزيا السفلى، وغرباً ولايات براندنبورغ وساكسن الألمانية.

## اقرأ أيضاً
- محافظات بولندا